# De Paddenstoel
De Paddenstoel is een gemeentelijk monument aan de Vuurse Dreef 180 in Hollandsche Rading in de provincie Utrecht. 
Het gebouw werd in de twintiger jaren van de twintigste eeuw gebouwd door architect Wolter Bakker uit Baarn. Het achtkante witte gebouw heeft een met riet gedekte kap. Door het overstekende dak kreeg het pand enigszins de vorm van een paddenstoel. In de gevel aan de straatzijde is op de tweede verdieping een paddenstoel ter decoratie aangebracht. Het pand staat in de Maartensdijkse Bossen en heeft door de jaren hen diverse functies gehad. Zo was het in de beginjaren een theehuis, vervolgens een café met kleine kaart en nog later een pannenkoekenhuis. Het rechter deel aan de oostzijde is later in dezelfde stijl aangebouwd. In 2009 werd achter het gebouw een grote serre gebouwd. De huidige familie is sinds 1992 eigenaar. 

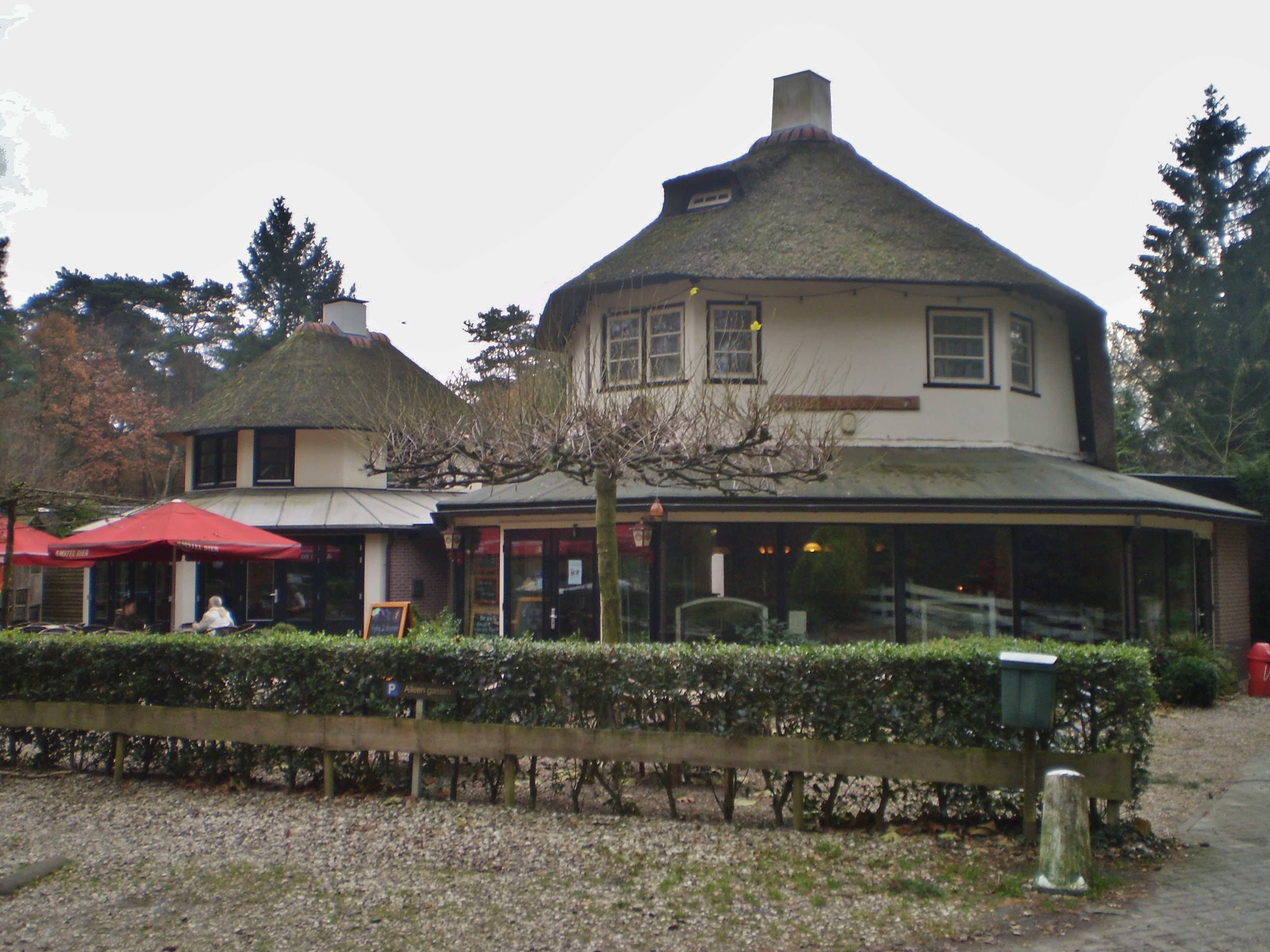
De Paddenstoel

Bij het terras is een speeltuintje.